# ボリス・シルポ
ボリス・シルポ(ロシア語: Борис Осипович Сирпо；ラテン文字転写：Boris Sirpo、1893年4月3日 - 1967年1月25日）は、ロシア生まれの指揮者、ヴァイオリン教師。

## 経歴
1893年、ロシア帝国領の北オセチア・ウラジカフカスに生まれた。本名はボリス・オシポヴィチ・ヴォルフソン(Boris Osipovitch Wolfson)。モスクワやサンクトペテルブルクの音楽院でヴァイオリンを学び、ウィーンやベルリンなどに留学したが、最終的にはプラハでオタカール・シェフチークに師事した。

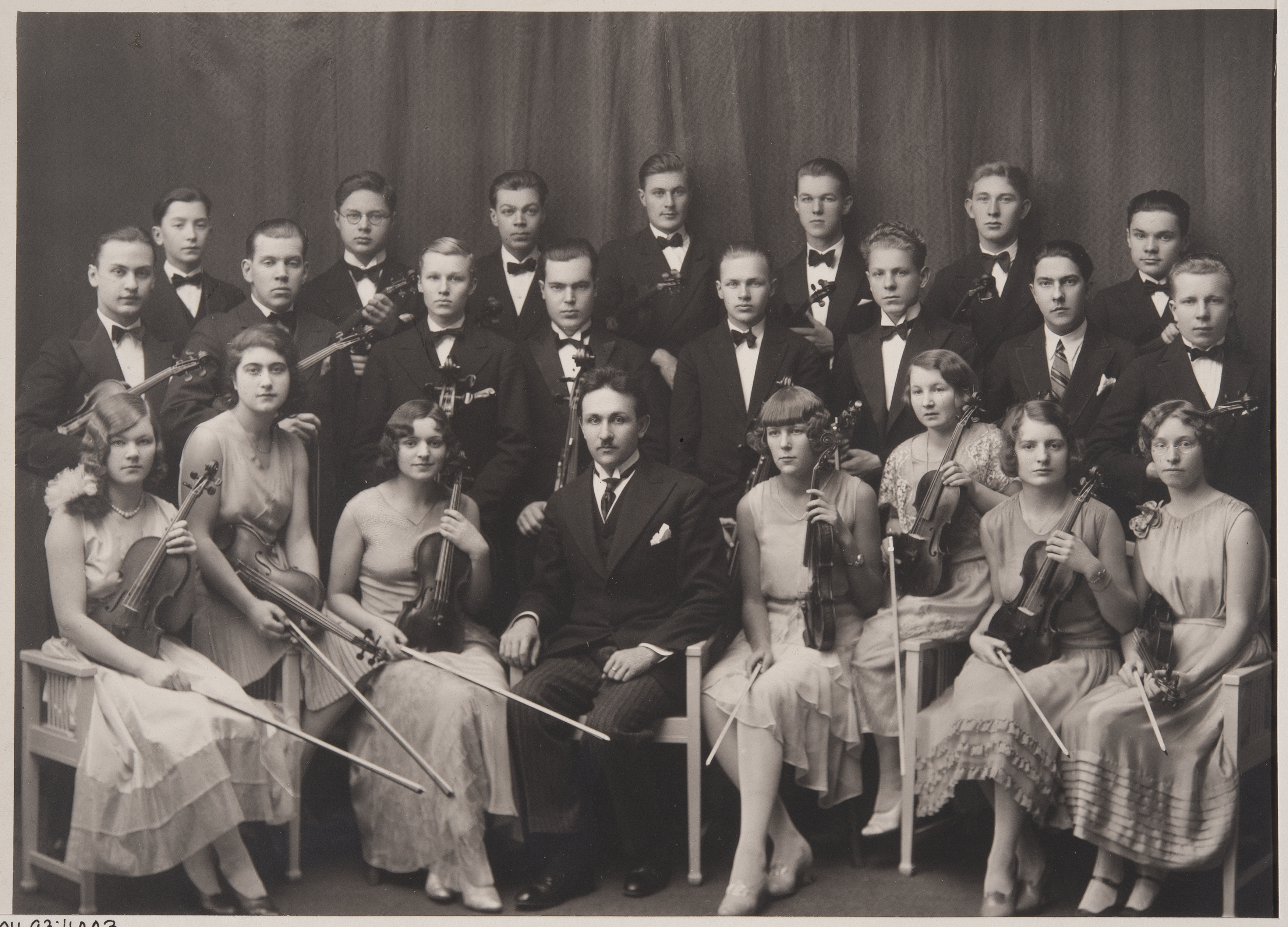
ヴィボルグ室内管弦楽団のメンバーと(前列中央男性がシルポ)

1912年から1914年までヘルシンキ・フィルハーモニー管弦楽団に在籍したあと、ヴィボルグに移住し、1918年にヴィボルグ音楽院を設立して1939年まで院長の地位にあった。1920年には音楽院附属の室内管弦楽団を創設して指揮活動も始め、1932年にはブロニスラフ・フーベルマンをソリストに立ててオランダ、ベルギー、フランスなどの国を巡演して成功を収めた。
1939年には弟子のヘイモ・ハイットを連れて渡米し、ルイス＆クラーク大学の音楽科教授となった。1947年にはポートランド室内管弦楽団を創設し、亡くなるまで首席指揮者を務めた。1963年にはルイス＆クラーク大学から名誉博士号を贈られている。1964年にラハティ音楽院から院長就任を打診されたが、体調の不良を理由に断っている。
1967年、ポートランドにて没。

## 脚註
1. ↑  Ruth-Esther, Hillila; Hong, Barbara Blanchard (1997). Historical Dictionary of the Music and Musicians of Finland. p. 381
2. ↑  スェーデン語ではヴィボルグ、フィンランド語ではヴィープリ。
3. ↑  amitys.com

| スタブアイコン | サブスタブ | この項目は、まだ閲覧者の調べものの参照としては役立たない、音楽関係者（バンド等）に関連した書きかけの項目です。この項目を加筆・訂正などしてくださる協力者を求めています（P:音楽/PJ:芸能人）。 |